# CZAW Mermaid
CZAW Mermaid ("Morska deklica") je enomotorni amfibijski leteči čoln češkega proizvajalca Czech Sport Aircraft (CZAW). Mermaid je en izmed redkih športnih letečih čolnov. Poganja ga 120-konjski šestvaljnik Jabiru 3300. Trup je grajen iz kompozitnih materialov, krila pa iz aluminija. 

## Specifikacije (CZAW Mermaid)
Splošne značilnosti
- Posadka: 1 pilot
- Število sedežev: 1 potnik
- Razpon kril: 9,5 m (31 ft 2 in)
- Površina kril: 11,5 m2 (124 sq ft)
- Teža praznega letala: 380 kg (838 lb)
- Bruto teža: 560 kg (1.235 lb)
- Kapaciteta goriva: 100 litrov
- Pogon letala: 1 × Jabiru 3300 6-valjni zračnohlajeni štiritaktni motor, 89 kW (120 hp)

Zmogljivost
- Maks. hitrost: 210 km/h (130 mph; 113 kn)
- Potovalna hitrost: 185 km/h (115 mph; 100 kn)
- Hitrost pri porušitvi vzgona: 65 km/h (40 mph; 35 kn)
- Hitrost vzpenjanja: 4 m/s (790 ft/min)